# Uí Dúnlainge
Les Uí Dúnlainge, (« petits-fils de Dúnlaing » en irlandais), appartenaient à une dynastie irlandaise du Leinster, qui faisaient remonter leur lignée jusqu'à Dúnlaing mac Énda Niada. On le disait cousin d'Énnae Cennsalach, ancêtre éponyme de leurs rivaux, les Uí Cheinnselaigh.

## Histoire
Leurs prétentions à la royauté du Leinster ne rencontrèrent pas d'opposition après la mort d'Áed mac Colggen à la bataille de Ballyshannon le 19 août 738. La dynastie se divisa alors en trois branches qui se partagèrent la royauté en alternance entre 750 et 1050. Selon le professeur Francis John Byrne de l'Université de Dublin, ceci était inhabituel dans l'Irlande médiévale, et revenait à « jongler avec trois oranges ».
La rotation de ces trois branches à la royauté donna la répartition suivante : 
- Quatorze rois Uí Muiredaig, qui deviendront plus tard les O'Toole, furent basés à Mullaghmast (Máistín) [1]
- Neuf rois Uí Fáeláin, les futurs O'Byrne, furent basés à Naas (Nás na Ríogh) [2]
- Dix rois Uí Dúnchada [3] les futurs FitzDesmond, furent basés à Lyons Hill (en) (Líamhain), près de Dublin.

Grâce à l'influence de la famille, des mythes furent localisés en de célèbres lieux du comté de Kildare dans la littérature héroïque et romantique, comme dans les Dindsenchas (en)
Après la mort en 1042 de Murchad mac Dúnlainge, dernier roi de Laighin basé à Kildare, la royauté du Leinster revint à Diarmait mac Mail na mBo des Uí Cheinnselaigh, implantés dans le sud-est de la province.